# 上泉秀胤
上泉 秀胤（かみいずみ ひでたね、享禄3年（1530年） - 永禄7年1月23日（1564年3月6日）なお永禄6年（1563年）説もある）は、戦国時代の上野国の武将。父は剣豪として知られる上泉信綱。諸説あるが、子は上泉泰綱とされる。
兵法家としても名を残し、上泉流軍法（兵学のこと）を大成したという。信綱は秀胤に軍法（訓閲集）を授け、その流れは岡本宣就（岡本半介）、小幡景憲と伝わり甲州流軍学へ影響した。弘治3年（1557年）、武田信玄が長野業正の箕輪城に攻撃しようとした際に碓氷峠で武田義信の軍を破ったとされている。だが、業正の死後、南方の北条氏康からの圧迫に苦しんだ父の信綱は秀胤を人質として小田原に送り、圧力の緩和を策した。秀胤の北条方行きは上泉氏が北条氏と姻戚関係にあった為という説もある。
その後、秀胤はそのまま後北条氏に仕官し、永禄6年（1563年）または永禄7年（1564年）1月の国府台合戦の際に国府台 (市川市)で重傷を負い、1月23日に死去したという。
天正5年1月22日（1577年または天正4年（1576年））に父信綱は西林寺（前橋市上泉町）を開基し十三回忌法要を行なったという口伝があり、西林寺に供養碑があるというが、父信綱の開基墓という説もある。
ただし、十三回忌とは満12年目の命日の為に行われる法要であり、天正5年は秀胤の十三回忌の年ではない。